# 費爾菲爾德 (新南威爾士州)
費爾菲爾德（英語：Fairfield），澳大利亞悉尼大西區的一個郊區，位處坎伯蘭平原的中央，距離悉尼中心商業區23 km（14 mi），是費菲市的行政中心。費爾菲爾德是澳大利亞種族及文化最多元的社區之一，超過一半的居民在海外出生，當中多數母語不是英語。多數居民在家不說英語，阿拉伯語和亞述新阿拉瑪語為最常用的語言。當地有一個少數族裔的社群，聚集了不少亞述基督徒（多來自伊拉克，近來亦有來自敘利亞），其他宗教的伊拉克人和拉丁美洲人士。

## 外部連結
- Fairfield City Council Official Site （页面存档备份，存于）
- 2001 Census Information （页面存档备份，存于）.
- Fairfield Advance Local Newspaper （页面存档备份，存于）
- Fairfield Champion Newspaper （页面存档备份，存于）

33°52′14″S 150°57′19″E / 33.87056°S 150.95528°E